# Китайско-суринамские отношения
Китайско-суринамские отношения — двусторонние отношения между КНР и Республикой Суринам, установленные в 1976 году.
В Республике Суринам действует посольство КНР.

## История
25 ноября 2013 года министр иностранных дел Республики Суринам Уинстон Лакин нанёс неофициальный визит в Китайскую Народную Республику.
28 мая 2016 года председатель КНР Си Цзиньпин и президент Республики Суринам Дези Баутерсе обменялись поздравительными посланиями по случаю юбилея — 40-летия с момента установления дипломатических отношений. 
23 сентября 2018 министр иностранных дел Китайской Народной Республики Ван И встретился с вице-президентом Суринама, а также министром иностранных дел республики.
4 апреля 2019 года президент Республики Суринам Дези Баутерсе провёл встречу с заместителем председателя НПКСК Шао Хуном.
В 2020 году Суринам стал одной из 53 стран, поддержавших китайский Закон о защите национальной безопасности в Гонконге.